# برلين شبورتبالاست

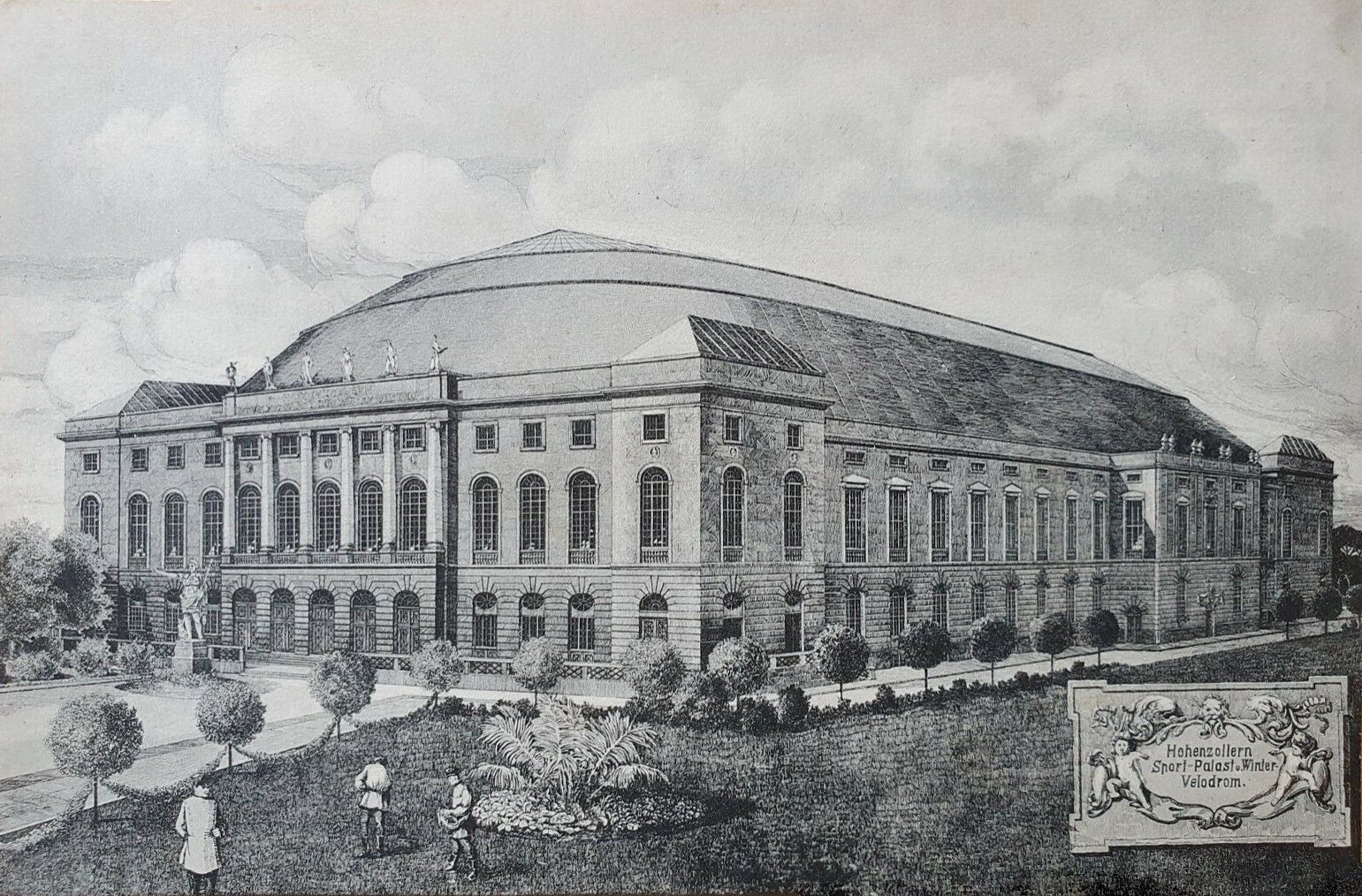
تصوير بطاقة بريدية لقصر الرياضة الجديد، 1910.

برلين شبورتبالاست(تُلفظ بالألمانية: [ˈʃpɔɐ̯tpaˌlast] ؛ بني عام 1910، وتم هدمه عام 1973) ساحة داخلية متعددة الأغراض تقع في قسم شونبرج في برلين، ألمانيا. اعتمادًا على نوع الحدث وتكوين المقاعد، يمكن لـبرلين شبورتبالاست استيعاب ما يصل إلى 14000 شخص، وكان لفترة من الوقت أكبر قاعة اجتماعات في برلين. أشتهر برلين سبوربلاست بالخطب والتجمعات التي جرت خلال الرايخ الثالث، وخاصة خطاب وزير الدعاية النازي جوزيف غوبلز عام 1943 "الحرب الشاملة".

## الرايخ الثالث والحرب العالمية الثانية

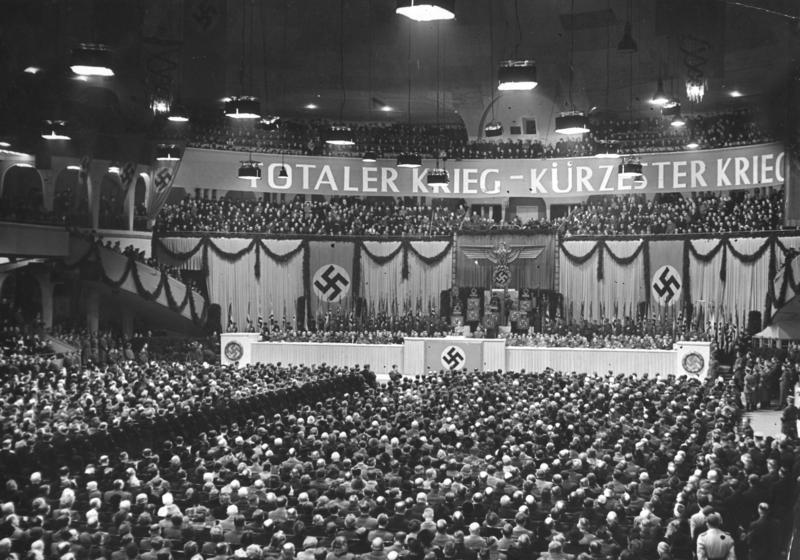
خطاب جوبلز برلين شبورتبالاست، أوائل عام 1943. لافتة تقول «الحرب الشاملة - أقصر حرب».

حتى بعد أن حصل الحزب النازي على السلطة في عام 1933 وحرم الأحزاب السياسية الألمانية الأخرى، ظل برلين شبورتبالاست مكانًا شعبيًا للتجمعات الحزبية والخطب المهمة لزعماء الحزب، بما في ذلك أدولف هتلر وجوبلز. بسبب الحجم والإمكانات الدعائية لـ برلين شبورتبالاست، يُقال إن جوبلز وصفت القاعة بأنها Unsere große politische Tribüne — «مدرجنا السياسي الكبير».
في عام 1937، كان موقعًا لمحاولة اغتيال أدولف هتلر من قبل شخص مجهول يرتدي زي قوات الأمن الخاصة.
كان برلين شبورتبالاست موقعًا لهتلر Winterhilfe في 4 سبتمبر 1940، والذي أعلن فيه عن تحول إلى قصف المدن البريطانية بدلاً من الأهداف العسكرية فقط، مما بشر ببداية لندن بلتز. لكن أهم الخطب والتجمعات النازية في شبورتبالاست كان خطاب جوبيلز للحرب الشاملة في 18 فبراير 1943 - بعد أسبوعين من الهزيمة الألمانية المأساوية في معركة ستالينجراد. سعى جوبلز إلى حشد الشعب الألماني لزيادة الدعم للحرب، التي بدأت تنقلب ضد ألمانيا وتنتج خسائر متنامية باستمرار.